# NGC 5685
NGC 5685 é uma galáxia elíptica (E) localizada na direcção da constelação de Boötes. Possui uma declinação de +29° 54' 30" e uma ascensão recta de 14 horas, 36 minutos e 15,3 segundos.
A galáxia NGC 5685 foi descoberta em 11 de Maio de 1883 por Édouard Jean-Marie Stephan.